# Мойміровце
Мойміровце (словац. Mojmírovce, угор. Ürmény, нім. Urmin)  — село, Громади Словаччини в окрузі Нітра, Нітранський край, Словаччина.

## Назва
Село уперше згадується у 1156 року як Ілмер (Ilmer, Ylmer). Подальшими історичними назвами були Ilmyr, Ilmar, Ilmur (1275), Irmell, Urmel, пізніше Urmín (1808). Назва Mojmírovce вживається з 1948  року (схоже на те, як були перейменовані інші міста та села по великоморавським князям, наприклад сусіднє Светоплуково або Растіславиці).
На думку славіста Яна Станіслава (1904) основою назви Urmín слов'янске слово ільм, тоді в'яз. Ілмарі тоді обробляли в'яз на різні вироби (корита, каганці, ложки), назва ilmár у словацькій мові зникло у 14-15 столітті.

## Населення
| Рік:            | 1993 | 2003    | 2013    | 2023    |
| --------------- | ---- | ------- | ------- | ------- |
| Кількість осіб: | 2822 | 2712    | 2869    | 2963    |
| Різниця:        |      | -3,89 % | +5,78 % | +3,27 % |

| Рік:            | 2022 | 2023    |
| --------------- | ---- | ------- |
| Кількість осіб: | 2946 | 2963    |
| Різниця:        |      | +0,57 % |

### Етнічний склад населення
У 2001 року: 
- Словаки: 2639 (98%)
- Чехи: 23 (1%)
- Угорці: 10 (0,4%).

### Релігійний склад населення
- Римо-католики: 2369 (88%)
- Протестанти: 37 (1,4%)
- Атеїсти: 267 (9,9%)

## Пам'ятки
У селі знаходяться 
- Палац Гунядьовцев (1721, перебудова у 1866)
- Курія (1812)
- Бароковий будинок священика (друга половина 18 сторіччя)
- Римсько-католицький костьол св. Ладіслава
- Млин (1927(
- Класична сінагога (1820)

## Відомі особистості
- Антон Грассалкович (1694 – † 1771), угорський граф